# Filips Julius van Pommeren
Filips Julius (Wolgast, 27 december 1584 – aldaar, 6 februari 1625) was een Pommerse hertog uit de Greifendynastie. Van 1592 tot 1625 regeerde hij als laatste zelfstandige hertog van Pommeren-Wolgast. Na zijn dood erfde zijn neef Bogislaw XIV van Pommeren-Stettin het hertogdom, die zo heel Pommeren onder zijn heerschappij verenigde.

## Biografie
Filips Julius was de enige zoon van hertog Ernst Lodewijk van Pommeren en Sophia Hedwig van Brunswijk-Wolfenbüttel. Zijn vader stierf in 1592. Omdat Filips Julius op dat moment nog minderjarig was, nam zijn oom Bogislaw XIII als regent het bestuur over Pommeren-Wolgast op zich. Filips Julius werd opgevoed door zijn moeder, die hem bij zich hield in het kasteel van Loitz. Zijn moeder stelde de jurist Friedrich Gerschow aan om haar te ondersteunen bij Filips Julius' opleiding. In 1597 keerde Filips Julius terug naar Wolgast, waar hij een aantal regeringstaken toebedeeld kreeg. Ook hierbij werd hij ondersteund door zijn moeder, die ook nog later veel invloed op haar zoon bleef uitoefenen. 
In 1601 verklaarde keizer Rudolf II Filips Julius meerderjarig. De hertog nam niet meteen de regering over, maar begon eerst aan een grand tour door Europa. In Duitsland hij de vorstelijke hoven in Heidelberg, Innsbruck, München en Stuttgart en studeerde hij aan de Universiteit van Leipzig. Later reisde hij door naar Italië, Frankrijk en Engeland. In 1603 keerde Filips Julius vanwege het overlijden van zijn oom Barnim X terug naar Pommeren. Bogislaw XIII gaf de regering over aan zijn neef en in 1604 beleende keizer Rudolf Filips Julius officieel met het hertogdom Pommeren.
Tijdens zijn regering zette Filips Julius zich vooral in om de hoge hertogelijke schulden terug te dringen. De Staten van Pommeren-Wolgast, die bestonden uit vertegenwoordigers van de prelaten, ridderschap en de vier grootste steden, weigerden op de landdagen van 1604 en 1605 om een deel van de hertogelijke schulden over te nemen. Om zijn invloed op de Staten te versterken, probeerde Filips Julius zijn macht over de relatief onafhankelijke steden uit te breidden. Hierbij maakte de hertog gebruik van de tegenstellingen tussen de stadsraad en de burgers. 

## Huwelijk
Filips Julius trouwde op 25 juni 1604 in Cölln met Agnes, een dochter van keurvorst Johan George van Brandenburg. Het paar bleef kinderloos.